# Livonia Avenue (Canarsie Line)
Livonia Avenue is een station van de metro van New York aan de Canarsie Line, in het stadsdeel Brooklyn.